# العلاقات الإماراتية النمساوية
العلاقات الإماراتية النمساوية هي العلاقات الثنائية التي تجمع بين الإمارات العربية المتحدة والنمسا.

## مقارنة بين البلدين
هذه مقارنة عامة ومرجعية للدولتين:
| وجه المقارنة                                              | الإمارات العربية المتحدة | النمسا                                                    |
| --------------------------------------------------------- | ------------------------ | --------------------------------------------------------- |
| المساحة (كم2)                                             | 83.60 ألف                | 83.86 ألف                                                 |
| عدد السكان (نسمة)                                         | 9.40 مليون               | 8.81 مليون                                                |
| الكثافة السكانية (ن./كم²)                                 | 112.44                   | 105.06                                                    |
| العاصمة                                                   | أبو ظبي                  | فيينا                                                     |
| اللغة الرسمية                                             | اللغة العربية            | اللغة الألمانية، لغة الإشارة النمساوية ‏                   |
| العملة                                                    | درهم إماراتي             | يورو، شلن نمساوي، رايخ مارك، شلن نمساوي                   |
| الناتج المحلي الإجمالي (بليون دولار)                      | 382.58 مليار             | 416.60 مليار                                              |
| الناتج المحلي الإجمالي (تعادل القوة الشرائية) بليون دولار | 640.72 مليار             | 426.99 مليار                                              |
| الناتج المحلي الإجمالي الاسمي للفرد دولار أمريكي          | 40.44 ألف                | 43.77 ألف                                                 |
| الناتج المحلي الإجمالي للفرد دولار أمريكي                 | 67.67 ألف                | 47.68 ألف                                                 |
| مؤشر التنمية البشرية                                      | 0.835                    | 0.885                                                     |
| رمز المكالمات الدولي                                      | +971                     | +43                                                       |
| رمز الإنترنت                                              | .ae، .امارات             | .at                                                       |
| المنطقة الزمنية                                           | ت ع م+04:00              | توقيت وسط أوروبا، ت ع م+01:00، ت ع م+02:00، أوروبا/فيينا ‏ |

## منظمات دولية مشتركة
يشترك البلدان في عضوية مجموعة من المنظمات الدولية، منها:
| علم المنظمة | اسم المنظمة                               | تاريخ انضمام الإمارات العربية المتحدة | تاريخ انضمام النمسا |
| ----------- | ----------------------------------------- | ------------------------------------- | ------------------- |
|             | مؤسسة التنمية الدولية                     | 23 ديسمبر 1981                        | 28 يونيو 1961       |
|             | يونسكو                                    | 20 أبريل 1972                         | 13 أغسطس 1948       |
|             | وكالة ضمان الاستثمار متعدد الأطراف        | 20 أكتوبر 1993                        | 16 ديسمبر 1997      |
|             | الأمم المتحدة                             | 9 ديسمبر 1971                         | 14 ديسمبر 1955      |
|             | الفريق المعني برصد الأرض                  | ?                                     | ?                   |
|             | الاتحاد البريدي العالمي                   | ?                                     | ?                   |
|             | البنك الدولي للإنشاء والتعمير             | 22 سبتمبر 1972                        | 27 أغسطس 1948       |
|             | الاتحاد الدولي للاتصالات                  | 27 يونيو 1972                         | 1866                |
|             | منظمة حظر الأسلحة الكيميائية              | ?                                     | ?                   |
|             | مؤسسة التمويل الدولية                     | 30 سبتمبر 1977                        | 28 سبتمبر 1956      |
|             | المركز الدولي لتسوية المنازعات الاستشارية | 22 يناير 1982                         | 24 يونيو 1971       |
|             | منظمة التجارة العالمية                    | ?                                     | ?                   |
|             | منظمة الشرطة الجنائية الدولية             | ?                                     | ?                   |
|             | البنك الإفريقي للتنمية                    | ?                                     | ?                   |

## وصلات خارجية
- موقع وزارة الخارجية الإماراتية
- موقع وزارة الخارجية النمساوية